# HD 153229
HD 153229，又名BD-14 4509，SAO 160205、HR 6302，是一颗恒星，视星等为6.59，位于銀經5.8，銀緯16.82，其B1900.0坐标为赤經16h 53m 0.2s，赤緯-14° 16.82′ 54″。